# Noctilien
Noctilien là tên gọi của hệ thống xe buýt ban đêm phục vụ Paris và vùng Île-de-France. Hệ thống này do Nghiệp đoàn giao thông Île-de-France - STIF quản lý và khai thác bởi hai công ty RATP và SNCF. Trong tiếng Pháp noctiluque là trùng dạ quang (tiền tố noc- để chỉ những thứ thuộc về ban đêm) còn lien là đường nối.
Noctilien được bắt đầu vào đêm 20 sang 21 tháng 9 năm 2005, thay thế cho hệ thống cũ là Noctambus. Từ năm 2007, Noctilien có 72 tuyến, hoạt động từ 0 giờ 30 tới 5 giờ 30 hàng ngày.

## Noctilien
Các hệ thống giao thông công cộng của Paris cùng vùng Île-de-France thường chỉ hoạt động trong khoảng từ 5 giờ sáng hôm trước đến 1 giờ sáng hôm sau. Để phục vụ cho các hành khách có nhu cầu dịch chuyển vào ban đêm, trước Noctilien từng có hệ thống Noctambus.
Bắt đầu hoạt động từ đêm 20 sang 21 tháng 9 năm 2005, Noctilien có các tuyến khác so với Noctambus. Thay vì chỉ tập trung ở Châtelet, vị trí tâm Paris, Noctilien còn có các tuyến bắt đầu từ bốn nhà ga lớn: Gare de l'Est, Gare de Lyon, ga Montparnasse và ga Saint-Lazare. Giữa bốn ga này cũng có các tuyến tạo thành một vòng nhỏ trong nội ô.
So với Noctambus, hệ thống Noctilien có nhiều tuyến, dày hơn và còn tiếp tục được mở rộng. Đêm 9 ngày 10 tháng 12 năm 2006, Noctilien thêm 7 tuyến mới và kéo dài một tuyến cũ. Ngay 9 tháng 9 năm 2007, Noctilien còn mở rộng, phục vụ ga Ermont - Eaubonne ở ngoại ô phía Bắc thành phố.
Năm 2007, Noctilien gồm tổng cộng 42 tuyến, hoạt động từ 0 giờ 30 tới 5 giờ 30. Có nghĩa bắt đầu trước giờ đóng cửa của métro và RER, kết thúc sau giờ mở cửa của métro và RER. 42 tuyến của Noctilien, có hai tuyến chạy thành đường vòng qua các nhà ga, 31 tuyến từ một ga ra ngoài ngoại ô, 8 tuyến xuyên thành phố nối hai vùng ngoại ô, cuối cùng là một tuyến ở ngoại ô, nối Marché de Rungis với ga Saint-Maur-Créteil. Toàn bộ hệ thống Noctilien bao phủ khắp Paris và Île-de-France.

## Ký hiệu tuyến

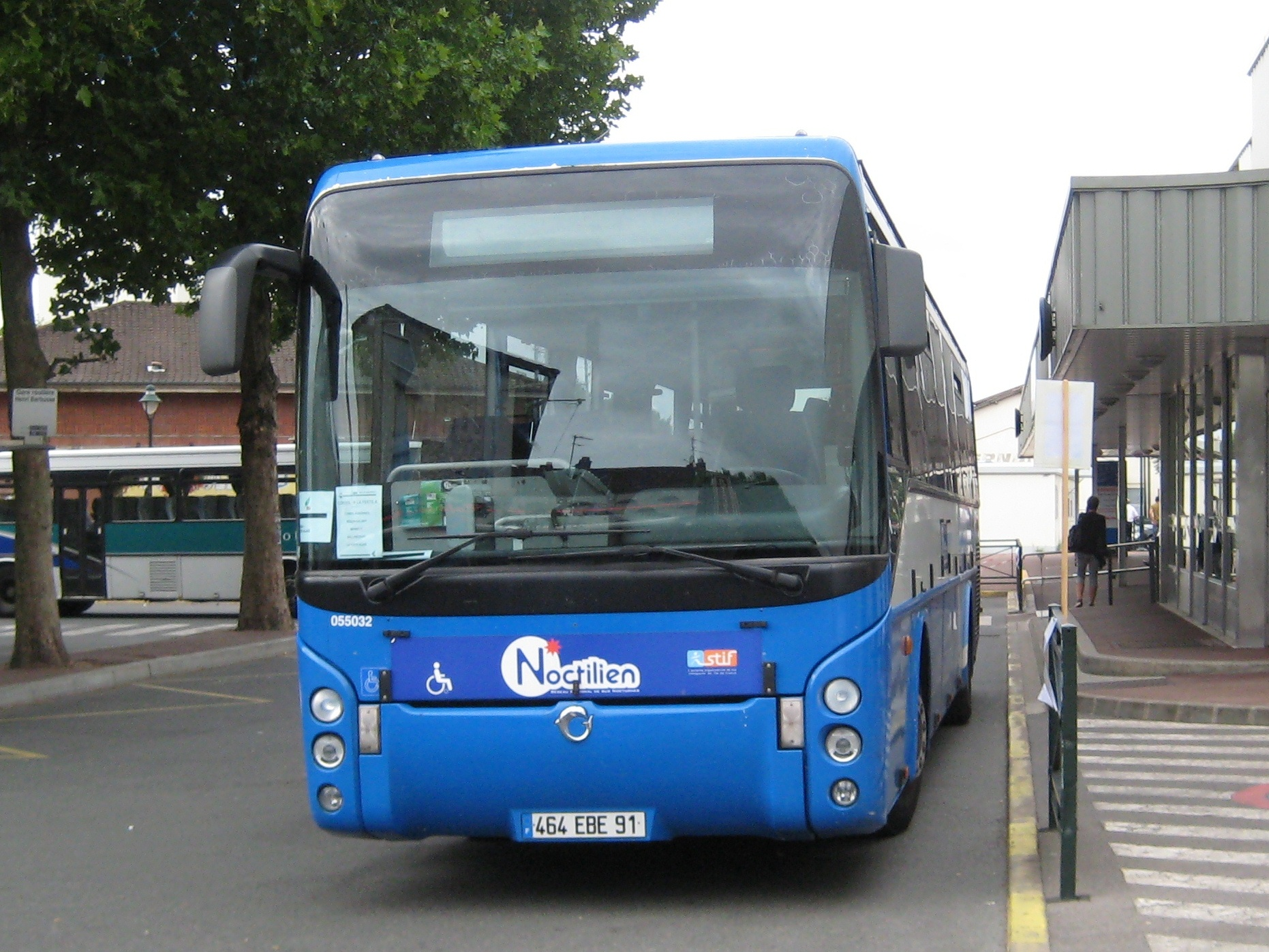
Một xe bus của Noctilien

Khác với Noctambus trước đây ký hiệu tuyến bằng các chữ cái, hay các buýt ban ngày được đánh số, Noctilien ký hiệu tuyến bằng chữ N cộng thêm hai hoặc ba chữ số.
- Số « 0 » chỉ các tuyến chạy vòng tròn
- Số « 1 » ở hàng chục chỉ các tuyến xuyên qua Paris
- Số « 2 » chỉ các tuyến kết thúc ở Paris Châtelet
- Số « 3 » chỉ các tuyến kết thúc ở Paris Gare de Lyon
- Số « 4 » chỉ các tuyến kết thúc ở Paris Gare de l'Est
- Số « 5 » chỉ các tuyến kết thúc ở Paris Gare St-Lazare
- Số « 6 » chỉ các tuyến kết thúc ở Paris Gare Montparnasse
- Số « 1 » ở hàng trăm chỉ các tuyến dài ra ngoài ngoại ô xa

N71 chỉ là tuyến TVM của ban đêm.